# 조지운
조지운(趙之耘, 1637년 ~ 1691년)은 조선 후기의 문신이자 작가, 화가이다. 관료이자 문인화가였으며 수묵화조와 묵매를 잘 그린 문인화가이다. 최종 관직은 음서로 현감에 이르렀다. 그림 실력을 인정받아 청나라에 초청되기도 하였다. 역시 관료 문인화가인 조속(趙涑)의 아들이고 조종운의 사촌 동생이다. 본관은 풍양(豐壤)으로 자(字)는 운지(耘之), 호는 매창(梅窓) 또는 매곡(梅谷), 매은(梅隱) 등이다. 가학으로는 정암 조광조-휴암 백인걸-우계 성혼으로 이어지는 기호학파 학통을 계승하였다.

## 생애
문인화가 창강(滄江) 조속(趙涑)의 아들로, 어머니는 주부(主簿) 이효립(李孝立)의 딸 청주 이씨(淸州李氏)이다. 위로 누나 5명이 있고 그가 태어났다. 그뒤 어머니 청주 이씨를 일직 여의고 아버지 창강 조속은 전주 이씨 충의위(忠義衛) 이권(李權)의 딸과 재혼하였다. 계모 전주이씨에게서는 이만근(李萬根)에게 시집간 여동생 1명이 태어났다.
아버지 조속은 당색으로는 서인이었으며 이후원, 송시열, 송준길 등과 가깝게 지냈다. 특히 이후원은 아버지 조속의 절친이었고, 송시열은 조속의 사후 그의 행장과 묘지명을 직접 지어주기도 했다. 30살 연상의 사촌 형 조종운(趙從耘) 역시 서화에 능한 문인화가였다. 조지운의 할아버지 풍옥 조수륜(風玉 趙守倫)은 우계 성혼의 문하생으로, 그로부터 정암 조광조와 휴암 백인걸의 학통을 계승하였다. 그러나 광해군 때인 1612년 할아버지 조수륜은 신율(申慄)의 역옥에 연루되어 투옥되었다사 사망했다. 아버지 창강 조속은 1623년 인조 반정에 참여하였다.
조지운의 집안은 당색으로는 서인 노론 계열이었으나 그는 남인계 인사와도 친하게 지냈다. 그는 가학으로 정암 조광조-휴암 백인걸-우계 성혼으로 이어지는 학문을 사사받았다. 1654년 당시 관찰사 김홍욱이 효종에게 소현세자빈 민회빈 강씨가 억울하게 죽었다며 강빈의 복권을 주청했다가 타살당했다. 효종은 사람을 보내 김홍욱의 문상을 하는 사람들을 체크하게 하였는데, 당시 17세였던 조지운은 김홍욱의 상에 문상을 다녀왔다.
그의 아버지 창강 조속은 주로 까치, 새 그림으로 유명하였다. 일찍이 아버지 조속에게 그림을 배운 그는 아버지의 화풍을 이어받아 선비의 정신과 기상을 담은 그림들을 주로 그렸다. 특히 그는 묵매(墨梅)와 수묵화조를 잘 그렸는데, 묵매는 조선 중기의 묵매화법을 계승한 그림이자 묵매화법을 고루 갖추었다는 평이 있다. 또한 간결하면서도 대담한 느낌을 준다 하며 사진을 촬영했다 싶을만큼 세밀하게 묘사하였다. 벼슬은 음서로 출사하여 참봉 등을 거쳐 현감에 이르렀다. 그는 사대부임에도 그림 실력을 인정받아 청나라에 초청되어 다녀오기도 하였다. 그는 매(매화)를 좋아하여 자신의 아호나 별호도 매가 들어간 매창, 매곡, 매은 등으로 지었다.
참봉으로 재직 중 당시 우의정이었던 미수 허목(許穆)이 그에게 자신의 부채에 그림을 그려 주길 청했다. 조지운은 허목의 부탁을 받아 그의 부채에 그림을 그려 주었는데 이 일로 후일 현감으로 재직 중 노론의 강한 비판을 받고 물러났다. 작품으로는 《묵죽도》, 《매상숙조도 (梅上宿鳥圖)》 《매죽영모도 (梅竹翎毛圖)》, 《메추라기도》, 《송학도》 등이 현전한다.

## 가족 관계
- 고조부 조종경(趙宗敬)
- 고조모 경주 이씨 이잠(李箴)의 딸
  - 증조부 조정기(趙廷機)
  - 증조모 진주 강씨 강욱문(姜昱文)의 딸
    - 조부 조수륜(趙守倫)
    - 조모 동래 정씨 정선복(鄭善復)의 딸
      - 아버지 조속(趙涑)
      - 어머니 청주 이씨 이효립(李孝立)의 딸
        - 누이 경주 김씨 김익진(金益振)의 처
        - 누이 평산 신씨 신만(申曼)의 후처
        - 누이 전의 이씨 이행하(李行夏)의 처
        - 누이 청주 한씨 한여천(韓如川)의 처
        - 누이 반남 박씨 박태상(朴泰尙)의 처

      - 계모 전주 이씨 이권(李權)의 딸
        - 누이 여흥 이씨 이서익(李瑞翼)의 처

- 처 해주 정씨 정면(鄭勔)의 딸
  - 장자 조형보(趙衡輔)
    - 손자 조상경(趙尙慶)
    - 손자 조상정(趙尙鼎)
    - 손자 조상명(趙尙命)
    - 손자 조상행(趙尙行)

  - 장녀 안동 권씨 권상화(權相華)의 처
  - 차녀 파평 윤씨 윤사성(尹師聖)의 처

## 기타
그의 그림체는 아버지 창강 조속, 사촌 형 조종운의 화풍 외에도 어몽룡(魚夢龍)의 영향을 받았다 한다.
일찍이 조지운이 감사 김홍욱(金弘郁) 상에서 조문을 마치고 문을 나서는데, 동명(東溟) 정두경(鄭斗卿)이 들어오는지라 뒷걸음치며 물러나 길을 양보하였다. 그러자 정두경이 눈을 흘겨보며 말하였다. “너는 누구의 아들이냐?”지운이 아버지의 이름을 들어 대답하자, 정두경이 말하였다.“성상께서 김문숙을 죽였으니, 이는 성세(聖世)의 누로다. 아깝도다. 아까워.”그때에 상께서 몰래 대궐 안의 사람을 보내어 조문하는 사람들을 보게 하였던 까닭으로 사람들이 모두 두려워서 감히 조문을 못하였다. 정두경은 짐짓 일부러 이런 말을 발설하여 그 사람들로 하여금 아뢰도록 하게 한 것이었다.

## 같이 보기
- 김홍욱
- 이후원
- 송시열
- 허목
- 윤휴
- 김익훈

## 참고 자료
- 이성미 외, 《한국회화사용어집》 (다할미디어, 2003)
- 편집부, 《한국 미의 재발견 - 회화》 (솔출판사, 2005)
- 한국민족미술연구소, 《조선중기회화 제65호》 (한국민족미술연구소, 2003) 166~167 pp